# Snapphanar (film)
För TV-serien med samma namn, se Snapphanar (TV-serie)
Snapphanar är en svensk äventyrsfilm från 1941 med manus av Karl Ragnar Gierow och regi av Åke Ohberg. I huvudrollerna ses Edvard Persson, George Fant och Eva Henning.

## Handling
Filmen utspelar sig år 1678. Danmark hade i september 1675 förklarat krig mot Sverige. En avsikt är att återerövra Skåne, Halland och Blekinge som man år 1658 förlorade i Roskilde-freden. Kriget förs på skånsk mark. 
Danskarna har på sin sida ett antal friskytteskaror, kallade snapphanar, som alla vill tillbaka till tiden då de tillhörde Danmark. I första hand rekryterades dessa män från bygderna i Göinge. Danskarna kallade dessa snapphanar för fosterlandsvänner, svenskarna kallade dem för förrädare. På Grimme torp i Göinge bor bonden Grimme-Jens med hustru och tre söner. 
En av sönerna, Ored, är svensk soldat, medan Jens och hans två andra söner, Per och Nils, ofrivilligt hamnar på den danska sidan i kriget. Ored uppträder som falsk, svensk kurir och träffar på så sätt den svenske ryttmästaren Hellsings vackra unga dotter Kerstin. Tycke uppstår,  men utan att hon egentligen vet vem han är.
Kerstin följer i hemlighet efter sin far till Skåne, men transporten hon reser med blir överfallen av en samling snapphanar. Ored kommer som tur är till hennes undsättning. Alltmedan detta så fortsätter striderna, snapphanarna blir allt hårdare ansatta av de svenska trupperna. Men nu börjar de dessutom förlora befolkningens stöd. Vad skall det bli av regionen, dess jord och innevånare?

## Om filmen

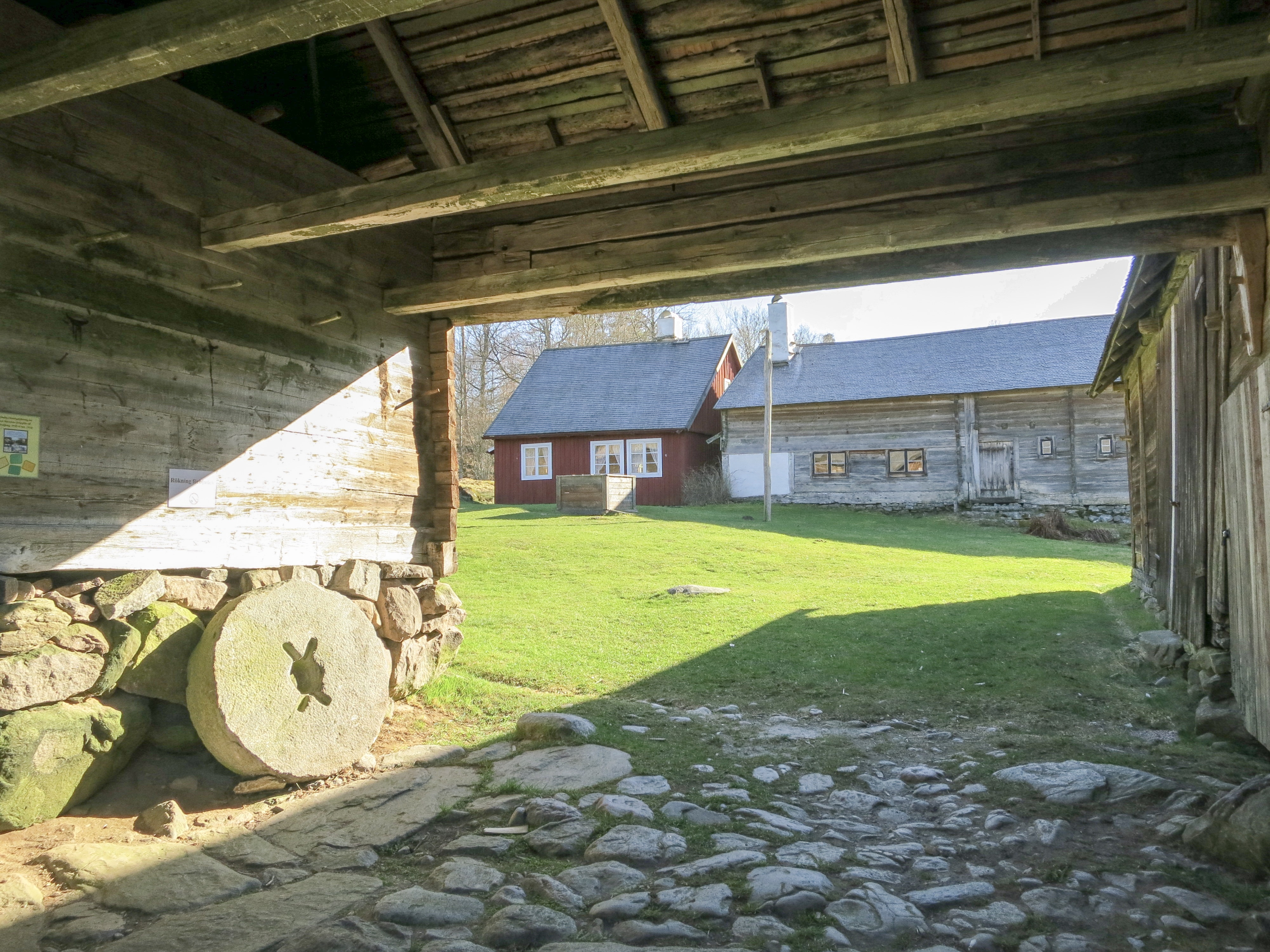
Sporrakullagården

Filmen premiärvisades 26 december 1941. Inspelningen av filmen utfördes vid AB Europa Studio i Sundbyberg med exteriörer från Sporrakullagården i Östra Göinge kommun och trakten kring Broby i Skåne av Sven Thermænius. 
Filmen har som förlaga en fri fabulering kring allmänna historiska Snapphanehändelser under det Skånska kriget 1675–1679.
En scen som tydligen har blivit bortklippt, och som funnits med när filmen visades på Sveriges Television på 60-talet, var när en svensk soldat ramlar av en häst och drunknar i en myr.

## Rollista
- Edvard Persson - Grimme-Jens, bonde på Grimmetorp
- Tekla Sjöblom - Cilla, hans hustru
- George Fant - Ored Jensen, Grimme-Jens son, kallas Grimme-Ored
- Oscar Ljung - Per Jensen, Grimme-Jens son, kallas Grimme-Per, snapphanekapten
- Åke Ohberg - Nils Jensen, Grimme-Jens son, kallas Grimme-Nils
- Carl Ström - ryttmästare Helsing
- Eva Henning - Kerstin, hans dotter
- Sven Bergvall - den svenske översten, Kerstins morbror
- Bror Bügler - löjtnant Cronhjort
- Gunnar Sjöberg - Långe-Tuve, snapphane
- Yngve Nordwall - Sören, bonde
- John Ekman - Mogens, Cillas bror, dansk värvare
- Henrik Schildt - löjtnant
- Bengt Ekerot - Lille-Jonas, snapphane
- Ernst Brunman - Kniva-Jösse, snapphane
- Marianne Löfgren - Marna, tredje krogflickan
- Ingrid Michaelsson - Marit, andra krogflickan
- Blenda Bruno	- Karna, fjärde krogflickan
- Frithiof Bjärne	- löjtnant
- Elvin Ottoson	- dansk värvare
- Ninni Löfberg	- en ung kvinna på slottet
- Nils Kihlberg	- löjtnant
- Axel Lindberg	 - Marnas far, krögare
- Mim Persson	- Grimme-Jens piga
- Helga Brofeldt - Sörens hustru
- Julia Cæsar - en kvinna på slottet
- Erik Hell - svensk knekt
- Sten Larsson	- snapphane
- Harald Svensson - vakt vid vindbryggan på slottet
- Nils Fritz	- vakt vid vindbryggan på slottet
- Arne Nyberg - svensk officer i Helsings tält
- Georg Årlin - snapphane
- Ullastina Rettig - första krogflickan
- Anders Frithiof - prästen
- Bertil Ehrenmark - vaktpost vid överstens tält
- Peter Lindgren - snapphane vid svenskarnas anfall över myren
- Hans Strååt - snapphane vid svenskarnas anfall över myren
- Birger Sahlberg - snapphane
- Erik Johansson - snapphane
- Yngve Gustafsson - karolinsk ryttare på Kalmar slott
- Bengt Örtendahl - karolinsk ryttare på Kalmar slott
- Karl Lund - karolinsk ryttare på Kalmar slott
- Robert Johnson - en man
- Gunnar Björnstrand - en soldat
- Algot Ferdinand Svensson - stand-in för Edvard Persson

## Filmmusik i urval
- Snapphanevisa, kompositör Lars-Erik Larsson, text Karl Ragnar Gierow, sång Edvard Persson, George Fant, Oscar Ljung och Åke Ohberg

## Utgivning
Filmen utgavs 2020 på DVD av Studio S Entertainment tillsammans med Soliga Solberg i regi av Emil A. Lingheim från 1941.